# Uragano Fiona
L'uragano Fiona è stata un uragano atlantico di categoria 4 che ha causato estesi danni a Porto Rico, nella Repubblica Dominicana e nel Canada atlantico.

## Storia della tempesta

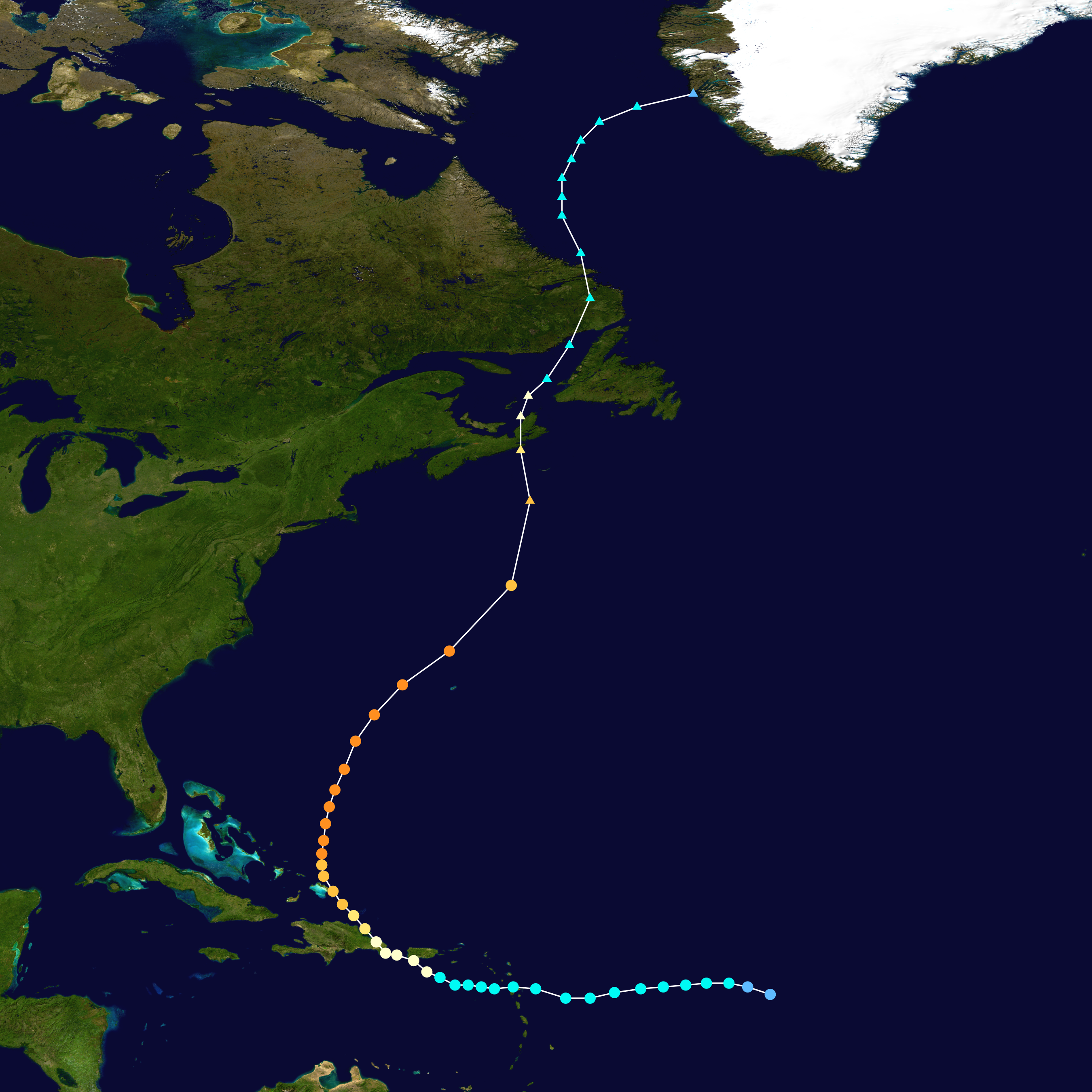
Mappa dell'intensità dell'uragano Fiona lungo il suo percorso.

Il 12 settembre 2022 il National Hurricane Center (NHC) ha iniziato a monitorare un'onda tropicale situata nell'oceano Atlantico centrale. Il giorno successivo l'attività temporalesca è aumentata, e alle 15:00 UTC del 14 settembre la perturbazione è diventata sufficientemente organizzata da essere classificata come depressione tropicale sette. Nonostante gli effetti di un moderato wind shear proveniente da ovest e l'intrusione di aria secca, la depressione ha continuato a rafforzarsi e alle 01:45 UTC del 15 settembre è diventata una tempesta tropicale, ricevendo il nome Fiona. All'inizio del 16 settembre Fiona è passata appena a nord di Guadalupa e si è poi mossa sul mare dei Caraibi.
Alle 15:00 UTC del 18 settembre Fiona si è rafforzata ad uragano di categoria 1 e alle 19:20 UTC è approdata a Porto Rico, nei pressi di Lajas e Cabo Rojo, con venti massimi di 140 km/h e una pressione centrale minima di 986 mbar. L'uragano ha quindi attraversato il canale della Mona e, dopo essersi rafforzato leggermente, è approdato alle 07:30 UTC del 19 settembre in Repubblica Dominicana, nella provincia di La Altagracia, con venti massimi di 150 km/h. Dopo che l'interazione con il terreno dell'isola l'aveva indebolita lievemente, Fiona si è spostata nuovamente sulle acque dell'oceano Atlantico, dove ha ricominciato a rafforzarsi diventando prima un uragano di categoria 2 alle 21:00 UTC e poi di categoria 3 alle 06:00 UTC del 20 settembre, mentre si trovava 70 km a sud-est dell'isola di Grand Turk. Alle 06:00 UTC del 21 settembre, mentre si muoveva verso nord su acque con una temperatura superficiale fino a 30 °C, Fiona si è ulteriormente intensificata ad uragano di categoria 4. Alle 00:00 UTC del 23 settembre l'uragano ha raggiunto il suo picco di intensità con venti massimi di 215 km/h e una pressione centrale minima di 932 mbar.